# Scuba Schools International

Scuba Schools International (SSI) este una din principalele organizații și asociații internaționale de profil pentru brevetarea scafandrilor și instructorilor de scufundare. Sediul actual este la Fort Collins, Colorado, S.U.A.
Scuba Schools International a fost fondată de Robert Clark în anul 1970 și este prezentă în 90 de țări, 35 de centre regionale și 2 500 de comercianți de echipament de scufundare autorizați. 

SSI oferă cursuri de brevetare pe toate nivelele precum și mai mult de 30 de cursuri de specialitate și scufundare cu caracter tehnic pentru scafandrii și instructori recunoscute internațional, inclusiv în EU prin afilierea la Recreational Scuba Training Council (RSTC) și European Underwater Federation (EUF).
Spre deosebire de alte organizații și asociații de profil (PADI, NAUI, CMAS), Scuba Schools International este orientată către sprijinirea reprezentanțelor și comercianților autorizați de echipament de scufundare, oferind cursurile și standardele sale de brevetare în cadrul acestora.
În 1999 SSI fuzionează cu National Association of Diving Schools (NASDS), iar în anul 2008 este achiziționată de  Doug McNeese și Robert Stoss, fost manager la firmele producătoare de echipament de scufundare Scubapro și Seemann Sub.
Scuba Schools International este unul din pionierii organizațiilor și asociațiilor de profil, prin introducerea unui număr însemnat de idei inovatoare în cadrul cursurilor de brevetare cum ar fi: test final în apă deschisă, un program complet de predare, inspecția vizuală obligatorie a buteliilor de scufundare, obligativitatea folosirii detentorului de rezervă, prezentări video la cursurile practice, program de inspectare a echipamentului de scufundare etc. 
În 1999, Robert Clark primește distincția NOGI (New Orleans Grand Isle) al AUAS (Academy of Underwater Arts and Sciences), pentru merite deosebite aduse activității de scufundare.
Începând cu anul 2010, Scuba Schools International deține certificare CE și ISO.